# Ocean Grove (Nueva Jersey)
Ocean Grove es un lugar designado por el censo ubicado en el condado de Monmouth en el estado estadounidense de Nueva Jersey. En el año 2010 tenía una población de 3,342 habitantes y una densidad poblacional de 3,342 personas por km².

## Geografía
Ocean Grove se encuentra ubicado en las coordenadas 40°12′43″N 74°0′33″O / 40.21194, -74.00917.

## Demografía
Según la Oficina del Censo en 2000 los ingresos medios por hogar en la localidad eran de $31,935 y los ingresos medios por familia eran $58,583. Los hombres tenían unos ingresos medios de $38,389 frente a los $31,886 para las mujeres. La renta per cápita para la localidad era de $26,232. Alrededor del 13.3% de la población estaba por debajo del umbral de pobreza.